# Kirche Gröditz (Weißenberg)

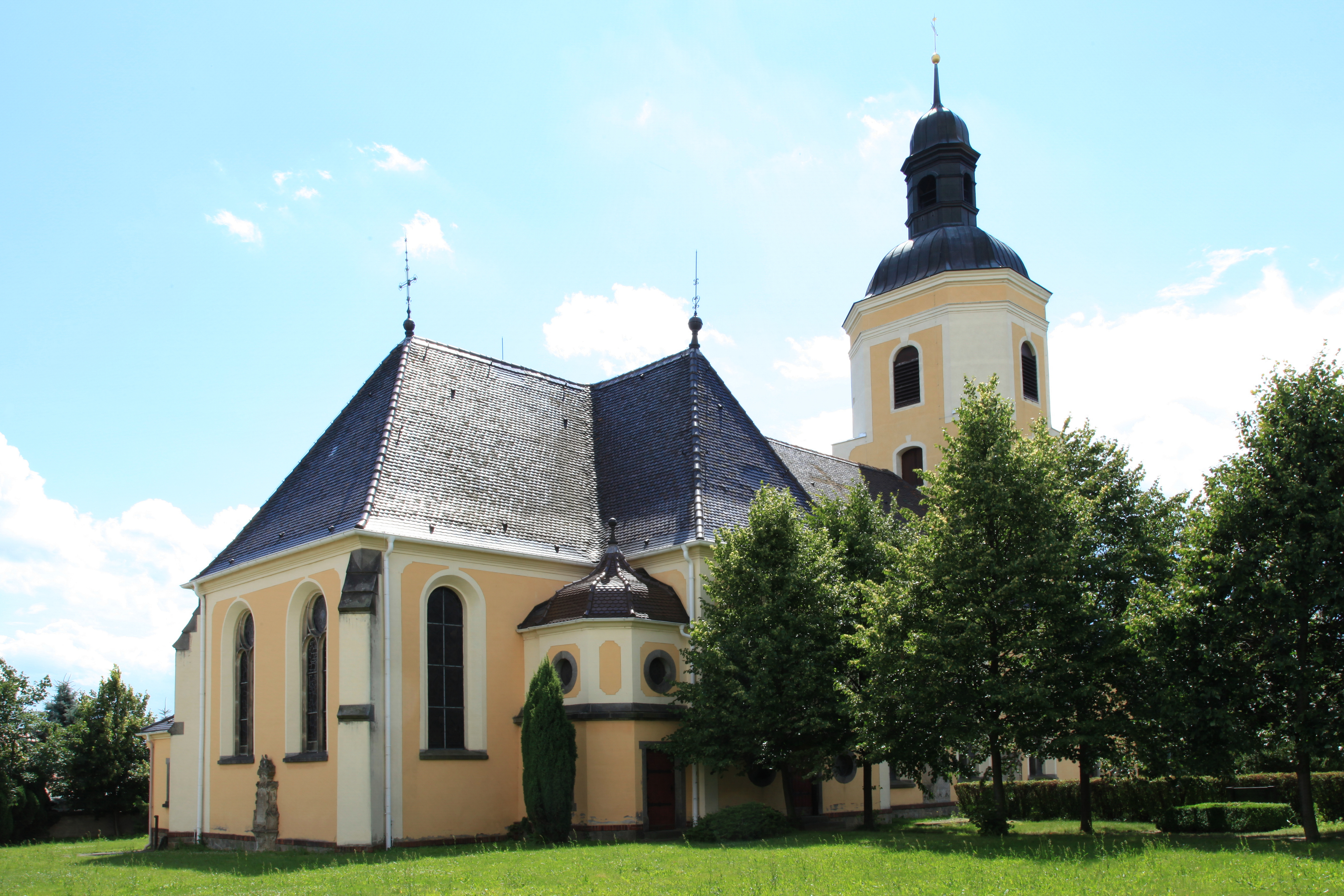
Kirche Gröditz (Weißenberg)

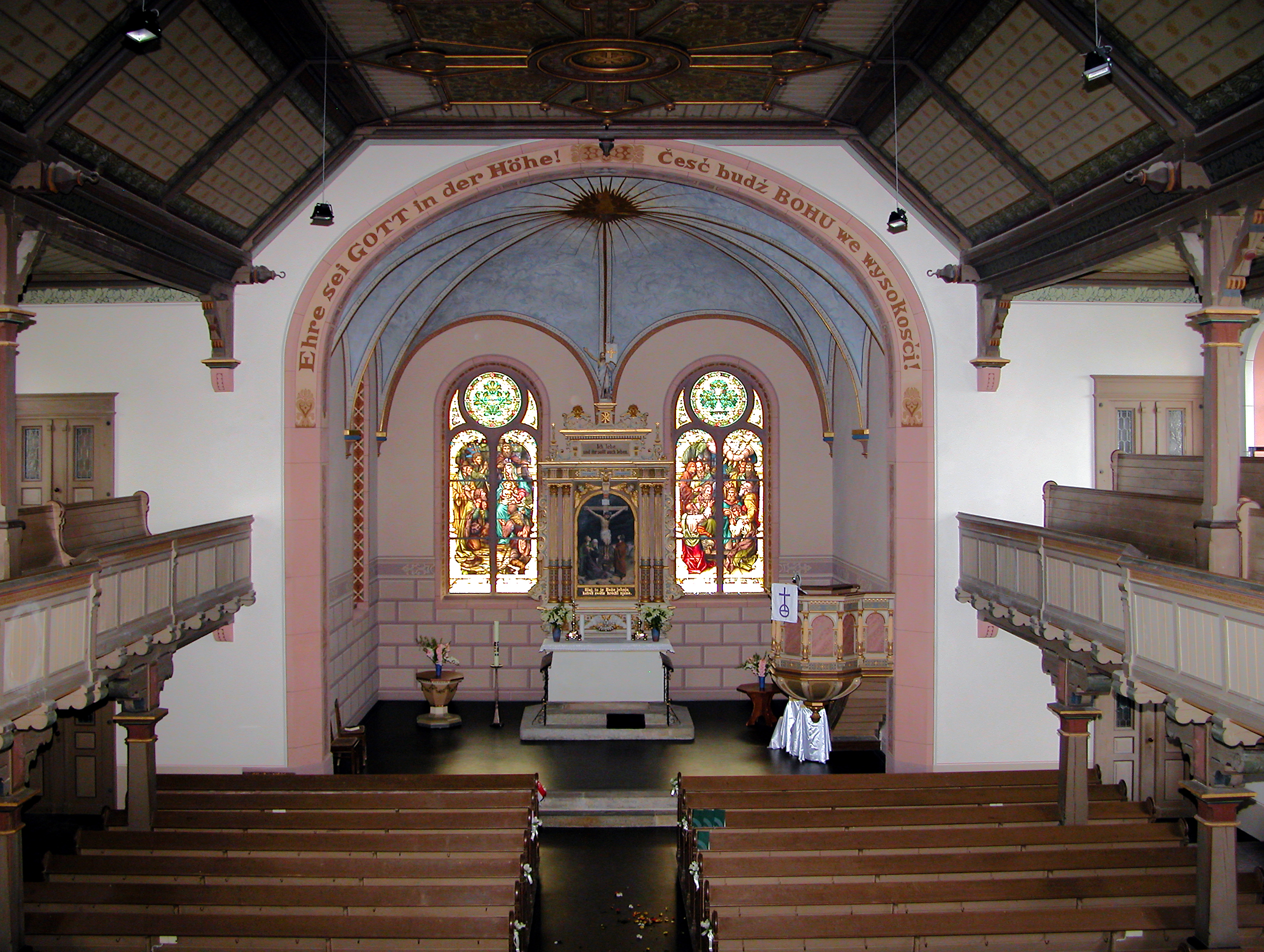
Innenansicht

Die evangelische Kirche Gröditz (obersorbisch Hrodźišćanska cyrkej) ist eine Saalkirche des Historismus im Ortsteil Gröditz (Hrodźišćo) von Weißenberg im Landkreis Bautzen in Sachsen. Sie gehört zur Kirchengemeinde Gröditz im Kirchenbezirk Bautzen-Kamenz der Evangelisch-Lutherischen Landeskirche Sachsens.

## Geschichte und Architektur
Die auf einer Anhöhe gelegene, historistische Saalkirche wurde im Jahr 1902 von Theodor Quentin unter Verwendung älterer Teile erbaut. Vom romanischen Vorgängerbauwerk, vermutlich aus der Zeit um 1200, sind ein heute an der Südseite gelegenes Portal und der Unterbau des Turms erhalten. Im Jahr 1735 erfolgte die Erneuerung des Turmaufbaus; nach Kriegsschäden im Jahr 1945 erfolgte eine Restaurierung im Jahr 1948, eine weitere in den Jahren 1990–93 an den Außenmauern.
Das Bauwerk ist eine stattliche verputzte Saalkirche mit einem Sockel in Bruchsteinmauerwerk. Der gerade geschlossene Saal und die kurzen Querhäuser sind mit steilen Walmdächern eingedeckt; daran sind Treppenhausanbauten, im Süden ein romanisches Granitportal mit Säulen und Blattkapitellen erhalten, das im Tympanon ein schlichtes Kreuz zeigt, und die angrenzende Sakristei angefügt. Der massive barocke Turm ist mit oktogonalem Aufbau, Welscher Haube und Zwiebellaterne abgeschlossen. Die Wappenplatte über dem Turmportal aus der Zeit um 1500 ist mit Peter Porschitz bezeichnet.
Der großzügige Innenraum ist von einer eingeschossigen Holzempore an drei Seiten umgeben. Die Holzdecke ist mit floralen Motiven und Ornamenten bemalt. Vor dem Triumphbogen mit Schriftzug ist ein reiches plastisches Deckenornament mit Kreuz angebracht. Im Chor schließt ein baldachinartiges Gewölbe mit sieben Kappen den Raum ab.

## Ausstattung
Die Ausstattung wurde im Jahr 1902 einheitlich im Stil der Neorenaissance gestaltet. Der aufwändige Altaraufbau aus Holz zeigt im Sockelgeschoss eingearbeitete Reliefs mit christlichen Symbolen (Pelikan, Hostie und Kelch). Im Hauptfeld ist zwischen verzierten, kannelierten Doppelsäulen eine Kreuzigungsdarstellung und eine sorbische Inschrift von Hugo Kempter zu sehen, abschließend ein auferstandener Christus. Die Kanzel, die Taufe und das Lesepult aus Holz sind farbig gefasst und mit entsprechender Dekoration versehen. Das Taufbecken aus Zinn zeigt auf dem Boden eine Reliefdarstellung der Taufe Christi mit der Jahreszahl 1766. Zwei Farbglasfenster mit der Anbetung der Hirten und dem Pfingstwunder wurden von F. Franke im Jahr 1902 geschaffen.
Die Orgel ist ein Werk von Eule Orgelbau aus dem Jahr 1878 mit 19 Registern auf zwei Manualen und Pedal; der Prospekt wurde um 1900 verändert. In der Sakristei erinnert ein Epitaph an Pfarrer Christian Benjamin Lehmann († 1788); es zeigt über einem mit Kelch und Bibel geschmücktem Postament eine ovale Schrifttafel mit Blattgehängen und vor einem nischenartigen Rundbogen eine bewegte Pilgerfigur mit Lamm.

## Umgebung
An den Außenwänden sind verschiedene Grabdenkmäler erhalten:
- für Wolfram von Ziegler († 1621) mit einer vor einer Nische stehenden Männerfigur in langem, pelzbesetztem Mantel mit betenden Händen sowie einer Schriftkartusche;
- für Friedrich Adolf von Ziegler-Klipphausen († 1707) und Wolf Rudolf von Ziegler († 1708) mit durch Rankenwerk geschmückten Schriftkartuschen, mit einem kräftigen Gesims und darüber einer reichen Kartusche mit sich neigenden Ähren und Feldblumen;
- Denkmale für Sophie Margarethe von Gersdorf († 1762), Rudolf Wilhelm von Ziegler († 1749) und Heinrich Adolf von Gersdorf († 1757) mit geschmückten Schriftkartuschen überdacht von einem profilierten Bogen mit Stoffdraperien, ein Vorbau mit einer Pyramide bekrönt vom Auge Gottes in Wolken;
- ein Denkmal für Christian Gottlieb von Metzradt († 1750), eine reiche Kartusche mit seitlichen Wappen und einem Bogengesims mit geschmückten Helmen über üppigem Blattornament.